# Klickitat
 Ovo je glavno značenje pojma Klickitat. Za druga značenja pogledajte Klickitat (razdvojba).
Klickitat (Klikitat; vlastiti nazivi χwálχwaypam, X̣ʷáɬx̣ʷaypam, Qwû'lh-hwai-pûm), pleme američkih Indijanaca porodice Shahaptian naseljeno u ranom 19. stoljeću u i kod današnjeg okruga Klickitat i u okrugu Skamania u Washingtonu, a danas na rezervatu Yakima u istoj državi. Prema skromnom Mooneyu (1928) populacija Klikitata zajedno s jezično srodnim susjednim plemenom Taidnapam bila je oko 600, a broj im nikada nije premašivao 700 (prema Lewis i Clark, 1806. i NAHDB, 1800.)

## Ime
Riječ klickitat u činučkom znači "beyond", a odnosi se na planine Cascade. Kod drugih susjednih plemena nazivani su drugim nazivima:  'Awi-adshi'  (Molala);  'Lûk'-a-tatt'  (Puyallup);  'Máhane'  (Umpqua);  'Mi-Çlauq'-tcu-wûn'-ti'  (Alsea, u značenju "scalpers";  'Mûn-an'-ne-qu' tûnne'  (Naltunnetunne; "inland people";  'Tlakäï'tat'  (Okanagon);  'Tse la'kayat amím'  (Calapooya);  'T¡uwanxa-ike'  (Clatsop);  'Wahnookt'  (Cowlitz). Sami sebe nazivaju  'Qwû'lh-hwai-pûm' , ili "prairie people."

## Sela
Swanton navodi pet njihovih sela i uglavnom su nastanjena i pripadnicima plemena Chilluckquittequaw. 
- Itkilak (ili) Ithlkilak, na White Salmon Landing, naseljeno i s Chilluckquittequaw Indijancima.
- Nanshuit (s Chilluckquittequaw), u Underwoodu.
- Shgwaliksh, blizu otoka Memaloose Island.
- Tgasgutcu (s Chilluckquittequaw), lokacija dvojbena, nasuprot oregonskog gradića Mosier.
- Wiltkun, južni Washington, točna lokacija je nepoznata.

## Povijest
Domovina Klikitata je negdje južno od Columbije, ali su, drži se, negdje 1750. prešli na sjevernu stranu ove velike rijeke. Godine 1792. dolaze u kontakt s prvim bijelcima, to su Robert Gray i John Boit, i nešto kasnije kapetan George Vancouver, te konačno 1806. i Lewis i Clark. Između 1820. i 1830. Klikitati ponovno prelaze Columbiju i prodiru u područje rijeke Willamette, pa na jug sve do doline Umpque, nakon čega su ipak prisiljeni da se vrate na stara ognjišta gdje su u to vrijeme harale epidemije boginja. Godine 1855. ugovorom Yakima (9. lipnja) u Camp Stevensu naseljeni su na rezervat Yakima u Washingtonu, gdje još živi oko 500 njihovih potomaka.

## Etnografija
Klikitati su zbog svog središnjeg položaja između obalnih i kontinentalnih plemena iza gorja Cascade postali na glasu poznati kao trgovci, uključujući ovdje i trgovinu robljem. Najveći profit ostvarivali su uvođenjem materijalne kulture bijelog čovjeka.
Kultura Klikitata pripada području Platoa, točnije u područjima rijeke Klickitat i njenih pritoka odakle su se proširili na štetu drugih slabijih plemena, kao što su Činuki. Klikitati su bili bolji lovci nego ribari (što nije tipično plemenima Platoa), i poznati po lijepim košarama (vidi  Arhivirana inačica izvorne stranice od 27. rujna 2007. (Wayback Machine)).

## Vanjske poveznice
- Klikitat Indian History
- National Geographic: Lewis & Clark—Tribes—Klickitat Indians  Arhivirana inačica izvorne stranice od 22. veljače 2007. (Wayback Machine)